# 下ノ加江町
下ノ加江町（しものかえちょう）は高知県幡多郡にあった町。現在の土佐清水市の北東部にあたる。本項では町制前の名称である伊豆田村（いずたむら）についても述べる。

## 地理
- 海洋：土佐湾
- 山岳：葛籠山、長笹山、譲葉山、南平山
- 河川：下ノ加江川、市ノ瀬川

## 歴史
- 1889年（明治22年）4月1日 - 町村制の施行により、下ノ加江村・布村・久百村・立石村・鍵掛村が合併して伊豆田村が発足。
- 1950年（昭和25年）11月3日 - 伊豆田村が町制施行・改称して下ノ加江町となる。
- 1954年（昭和29年）11月3日 - 清水町・三崎町・下川口町と合併して土佐清水市が発足。同日下ノ加江町廃止。